# Střídník
Střídník (zástupce, náhradník; ten, kdo někoho střídá; latinsky vicārius) je středověký název pro katolického duchovního – placeného náhradníka církevního beneficiáta (kanovníka, faráře aj.), který v zastoupení vykonává část nebo všechny jeho povinnosti. Beneficiát míval větší počet obročí a všechny své povinnosti nemohl tudíž plnit, proto si najímal střídníka. Obvykle jím byl chudý klerik. Tento zvyk se rozšířil v Českých zemích ve 2. polovině 14. století. Pozdější reformní hnutí střídnictví kritizovala jako nemorální praxi.

## Podobné názvy
- Střídnice